# حمارة منيتي (صحيفة)

حمارة منيتي صحيفة صدرت عام 1900 في عهد الخديوي عباس، وكانت تعد طفرة في تاريخ الصحافة المصرية التي كانت تتسم بالجدية وأخبار السياسة وقتها، إلى أن أصدر محمد أفندي توفيق، ضابط الجيش المفصول بسبب اهماله وانشغاله بالشعر والأدب عن الحياة العسكرية. صدرت الصحيفة الأسبوعية وتحت عنوانها الرئيسي نقرأ: «جريدة هزلية فكاهية شقلباظية وأحيانا أدبية سياسية انتقادية حلنجية أسبوعية ثمن النسخة قرش صاغ واحد»، وكان الاشتراك السنوي للمجلة (48 عدد من المجلة) مبلغ 30 قرشاً مصرياً.

## دواعي ظهور الصحيفة ومحتواها
كانت مجلة «أبو نظارة» لصاحبها يعقوب صنوع، حالة خاصة باعتبارها أول مجلة ساخرة عرفتها الصحافة المصرية، وكانت توزع عام 1877، خمسة عشر ألف نسخة، وهذا كان سبباً في توجه البعض إلى إنشاء مجلات ساخرة، وشهدت بداية القرن التاسع عشر العديد من المجلات الفكاهية، حيث شهد عهد الخديوي عباس طفرة في إصدار الصحف؛ إذ صدر وقتها أكثر من 150 صحيفة، ولعل انتشار الحمار كوسيلة مواصلات لطبقة الأفندية والبكوات كان مصدرًا لاستخدام الاسم لأكثر من مجلة ساخرة فصدرت مجلة «بغل المعشر» عام 1898 لصاحبها حسين زكي، وهي مجلة فكاهية استخدمت أسلوب السجع والزجل واعتمدت على الديالوج الحواري ولاقت القبول لفترة ثم توقفت، ثم كانت مجلة «حمارة منيتي».
كان محتوى الصحيفة لاذع حيث أنها كانت لا تترك مشهورًا إلا وتتحدث عنه بطريقة ساخرة ونقد لاذع، ولذلك قامت الحكومة بايقاف اصدارها عام 1903، لكن لجأ محمد أفندي توفيق إلى القناصل الأجانب الذي كان يربطه بهم علاقة قوية لتتدخل وأصدر حكم قضائي بعودة الجريدة مرة أخرى.
كتب الدكتور شوقي ضيف في كتاب «الفكاهة في مصر»: «إن توفيق أفندي تعرض بالتهكم على الخديو عباس حلمي الثاني وشخصيات أخرى».
ابتكر محمد أفندي توفيق بعض الشخصيات ليوقع مقالاته بهذه الأسماء مثل (السيد عذاب – ميلص أفندي – عم كبريت)، وكان يصف صحيفته قائلاً: «ورقها شناوي، وحبرها قطاوي، وجنسها حصاوي، وكلامها من عند الحاوي، ما يقرأها الا الغندور، ولا يحملها الا البعرور».
كان سبب تسمية المجلة «حمارة منيتي»، أن محمد توفيق صاحب المجلة وهو من أسرة ميسورة الحال كانت له صديقة وكانت توافيه في مواعيدهما الغرامية على حمارة تركبها وقد تزينت وكانت في أجمل صورة فكان كثيراً ما يغازل الحمارة ويداعبها تقديراً لدور الحمارة التي كانت تجمعه بحبيبته، ولم يكن محمد توفيق فقط من يقوم بتحرير المجلة فقد أصدرها عدد من المحررين وهم: محمد حلمي عزيز، وعبد الرحمن الهندي، والدريني. كانت الصحيفة تطبع أسبوعياً عشرة آلاف نسخة.

## مثال على مقالات الصحيفة
كتب محمد أفندي توفيق في افتتاحية صحيفته، كبداية لسرد بعض حكاياته: "الحمد لله الذي زين السماء الدنيا بمصابيح، والقلوب بالسرور والتفريج، وجعل الضحك عنواناً للانشراح، وتمثالاً للمسرة والنجاح... فبينما كنت جالساً ذات يوم على يسار لحيتي، واضعاً ظهري بين أنفي وخصيتي... إذ تاقت نفسي إلى تكريس العواطف الطاهرة، وتأهيب الاحساسات العاهر..."، وكتب في عدد آخر يروي حواراً بين (توفيق وبطرس.. وربنا يحرس) حيث كتب: "
توفيق - نهارك سعيد يا أخ
بطرس - أنا والله مش عارف إن كنت أهنيك بالعيد، ولاّ بنتّعتك من الصيام، ولاّ ببلوغ الحمارة سن الهوانم، اهي صلاة النبي ربنا يحميها داخلة في السنة التانية
توفيق - ربنا يبعد عنها ولاد الحرام
بطرس - أسكت يا شيخ ما تحسدهاش ربنا يحميها لشبابها، بحق قالت لكشي حاجة عن ولاد مصر واللي عملوه في العيد
توفيق - اسكت اسكت كنت تعال أتفرج عالعيد في قهاوي الرقص وغيرهم على دي القمار اللي يشرح ما كأنه الا عيد رأس السنة.
يكتب في موقع ثالث: «أيتها الأمة المجهولة والقطعة الموصولة مالكم لا تقدرون الهلس حق قدره».
كتب توفيق أفندي في مقاله عن شوارع مصر التي امتلأت بالزبالة بسبب تقصير مصلحة الكنس والرش مما أدى إلى انتشار الأمراض، ومقالة أخرى انتقد فيها غلاء الأسعار وضياع الدين والأخلاق، وبالرغم من بساطة الطباعة واستخدام الصور الكاريكاتيرية إلا أنها تفوقت في الأسلوب والاستمرار لمدة لا بأس بها وكانت علامة بارزة في المجلات الساخرة والفكاهية في مصر.

## وصلات خارجية
https://www.elbalad.news/3859517 حمارة منيتي (صحيفة)
https://www.goodreads.com/book/show/9029360 حمارة منيتي (صحيفة)